# مارك آدامز (مصور)
مارك آدامز (بالإنجليزية: Mark Adams)‏ هو مصور نيوزيلندي، ولد في 1949 في كرايستشرش في نيوزيلندا.